# 高島トレイル
高島トレイル（たかしまとれいる）は、福井県境嶺南と滋賀県高島市の分水嶺に連なる尾根を結ぶ登山道である。福井県と滋賀県より直接山頂へ通じる登山道を始め尾根伝をトレイルランニングやトレッキングで縦走できる。

## 範囲
愛発越から三国岳まで

## 高島トレイルの山々

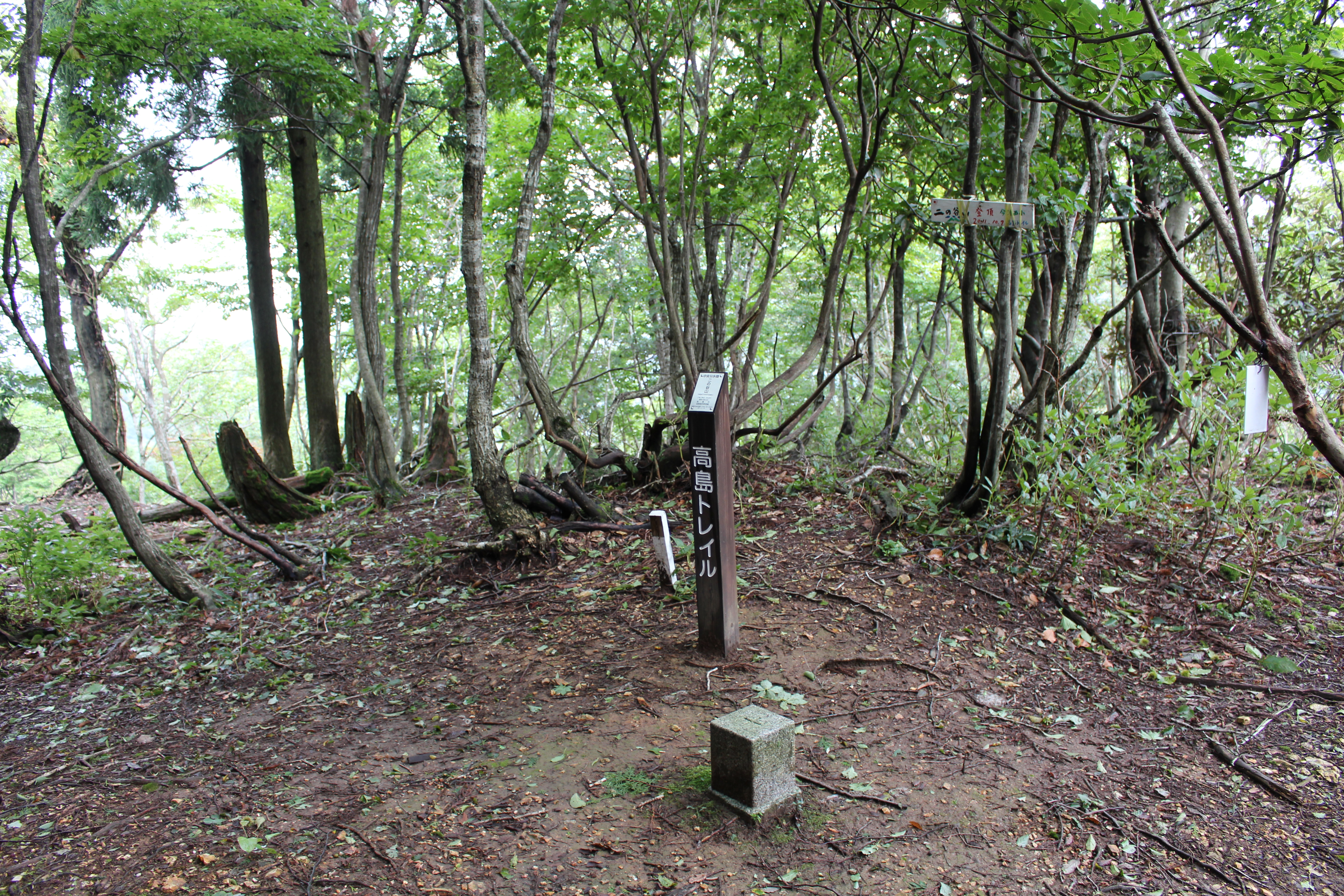
二の谷山山頂の高島トレイルの標識

- 乗鞍岳
- 三国山
- 赤坂山
- 大谷山
- 大御影山
- 三重嶽
- 武奈ヶ嶽

- 二の谷山
- 行者山
- 若狭駒ヶ岳
- 百里ヶ岳
- 三国岳

## 高島トレイルの峠
- 愛発越、黒河峠、粟柄越、抜土、近江坂、水坂峠、搦谷越・小原越、駒ヶ越、池河内越、木地山峠、根来坂、ナベクボ峠。